# Pieu Punji
 (juin 2022).
La mise en forme du texte ne suit pas les recommandations de Wikipédia : il faut le « wikifier ».
Les points d'amélioration suivants sont les cas les plus fréquents. Le détail des points à revoir est peut-être précisé sur la page de discussion.
- Les titres sont pré-formatés par le logiciel. Ils ne sont ni en capitales, ni en gras.
- Le texte ne doit pas être écrit en capitales (les noms de famille non plus), ni en gras, ni en italique, ni en « petit »…
- Le gras n'est utilisé que pour surligner le titre de l'article dans l'introduction, une seule fois.
- L'italique est rarement utilisé : mots en langue étrangère, titres d'œuvres, noms de bateaux, etc.
- Les citations ne sont pas en italique mais en corps de texte normal. Elles sont entourées par des guillemets français : « et ».
- Les listes à puces sont à éviter, des paragraphes rédigés étant largement préférés. Les tableaux sont à réserver à la présentation de données structurées (résultats, etc.).
- Les appels de note de bas de page (petits chiffres en exposant, introduits par l'outil «  Source ») sont à placer entre la fin de phrase et le point final[comme ça].
- Les liens internes (vers d'autres articles de Wikipédia) sont à choisir avec parcimonie. Créez des liens vers des articles approfondissant le sujet. Les termes génériques sans rapport avec le sujet sont à éviter, ainsi que les répétitions de liens vers un même terme.
- Les liens externes sont à placer uniquement dans une section « Liens externes », à la fin de l'article. Ces liens sont à choisir avec parcimonie suivant les règles définies. Si un lien sert de source à l'article, son insertion dans le texte est à faire par les notes de bas de page.
- La présentation des références doit suivre les conventions bibliographiques. Il est recommandé d'utiliser les modèles {{Ouvrage}}, {{Chapitre}}, {{Article}}, {{Lien web}} et/ou {{Bibliographie}}. Le mode d'édition visuel peut mettre en forme automatiquement les références.
- Insérer une infobox (cadre d'informations à droite) n'est pas obligatoire pour parachever la mise en page.

Pour une aide détaillée, merci de consulter Aide:Wikification.
Si vous pensez que ces points ont été résolus, vous pouvez retirer ce bandeau et améliorer la mise en forme d'un autre article.
Le bâton punji ou pieu punji est un type de pieu piégé. Il s'agit d'une simple pointe, en bois ou en bambou, qui est aiguisée, chauffée et généralement insérée dans un trou. Les bâtons Punji sont généralement déployés en nombre substantiel.

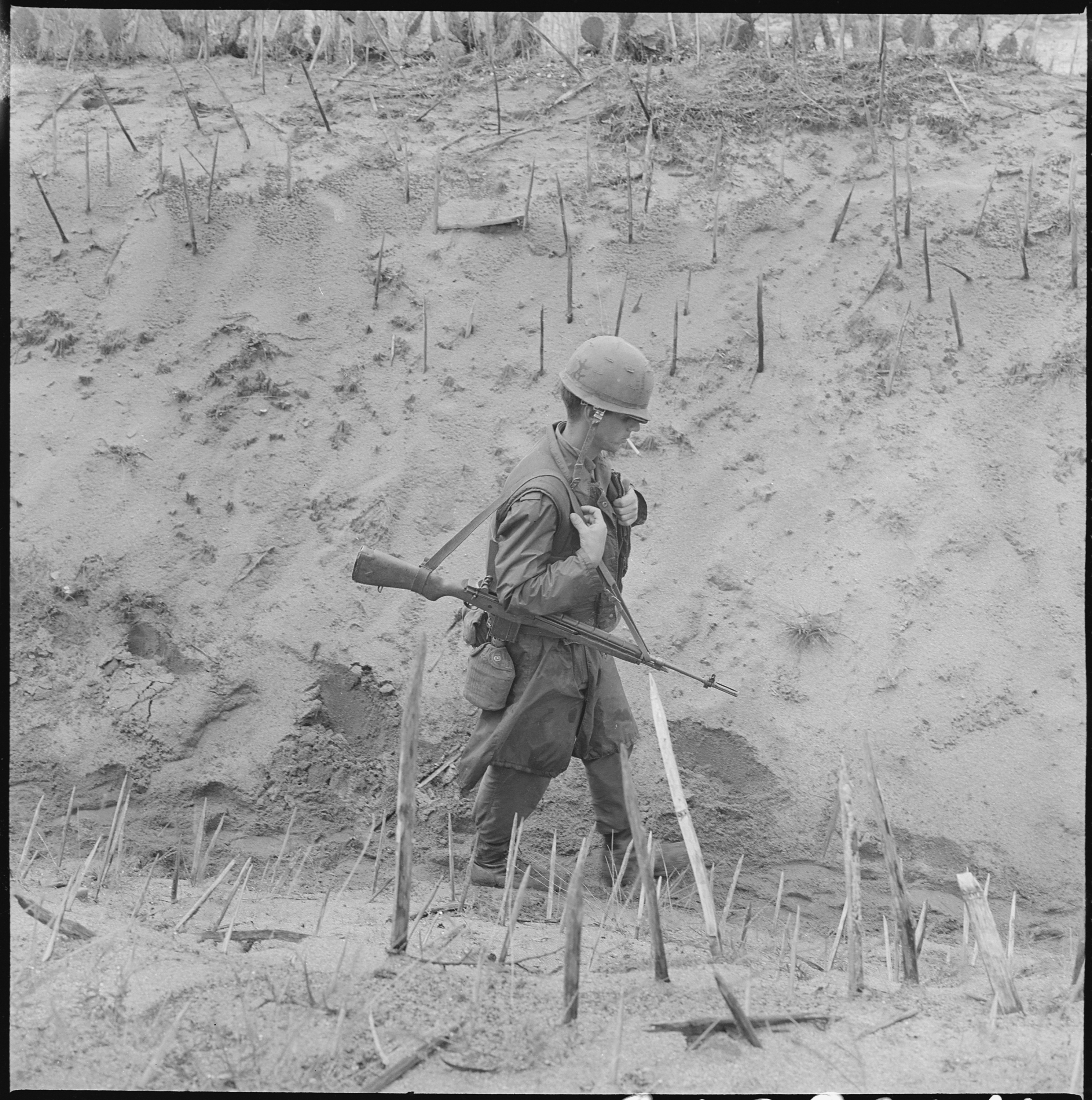
Bâtons Punji utilisés pendant la guerre du Vietnam, photo de 1966

Les pièges punji sont placés dans des zones susceptibles d'être traversées par les troupes ennemies. La présence de pièges punji peut être camouflée par des sous-bois naturels, des cultures, de l'herbe, des broussailles ou des matériaux similaires. Ils étaient souvent incorporés dans divers types de pièges; par exemple, une fosse camouflée dans laquelle un soldat pourrait tomber (c'est alors un trou de loup ).
Parfois, une fosse était creusée avec des pièges de punji sur les côtés pointant vers le bas. Un soldat entrant dans la fosse se trouvera dans l'impossibilité de retirer sa jambe sans lui causer de graves dommages, et des blessures peuvent être causées par le simple fait de tomber en avant alors que la jambe se trouve dans une fosse étroite, verticale et bordée de pieux. Le sauvetage, long, immobilise l'unité plus longtemps que si le pied était simplement percé.
D'autres mesures supplémentaires incluent le revêtement des bâtons de poison provenant de plantes, de venin d'animaux ou même d'excréments humains, provoquant une infection ou un empoisonnement chez la victime après avoir été percée par les piques, même si la blessure elle-même ne mettait pas sa vie en danger.
Des piques punji étaient parfois déployés dans la préparation d'une embuscade. Les soldats attendant le passage de l'ennemi déployaient des pièges punji dans les zones où l'ennemi surpris pourrait être censé se mettre à couvert, ce qui obligeait les soldats à plonger pour se mettre à l'abri et à s'empaler.
Le point de pénétration se situait généralement au niveau du pied ou de la partie inférieure de la jambe. Les bâtons punji n'étaient pas nécessairement destinés à tuer la personne qui les piétinait ; au contraire, ils étaient parfois conçus spécifiquement pour blesser uniquement l'ennemi et ralentir ou arrêter leur unité pendant que la victime était évacuée vers un établissement médical.

## Guerre du Vietnam
Pendant la guerre du Vietnam, les Viet Cong ont utilisé cette méthode pour forcer les soldats blessés à être transportés par hélicoptère vers un hôpital médical pour y être soignés.
Les pièges Punji étaient également utilisés au Vietnam pour compléter diverses défenses, telles que le fil de fer barbelé.

## Étymologie
Le terme est apparu pour la première fois en anglais dans les années 1870, après que l'armée indienne britannique ait rencontré les bâtons dans leurs conflits frontaliers contre les Kachins du nord-est de la Birmanie (et c'est probablement de la langue tibéto-birmane que ce mot est originaire),[Pas dans la source].